# Физика взрыва

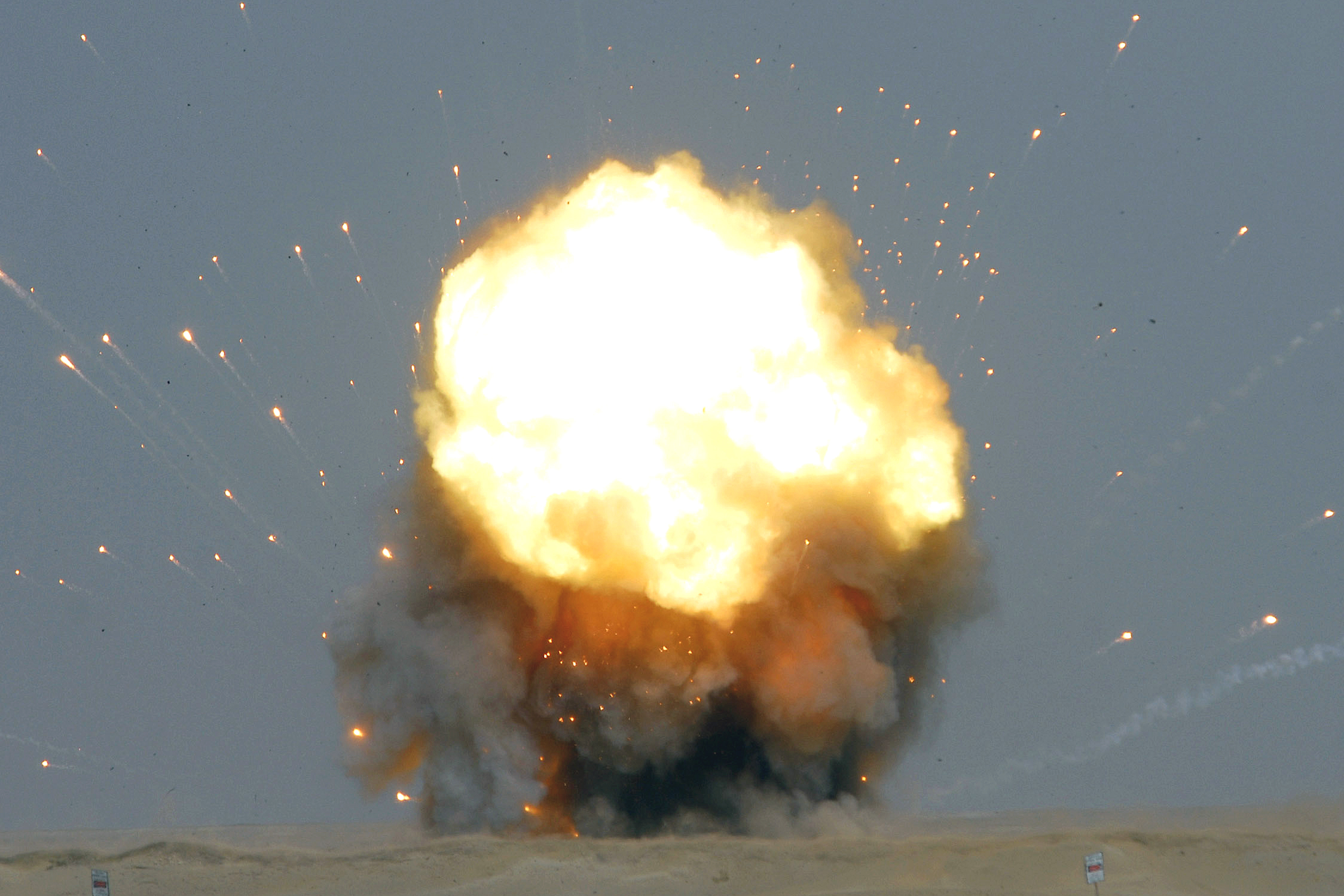
Контролируемый подрыв на полигоне в Юго-Восточной Азии
(2008 год)

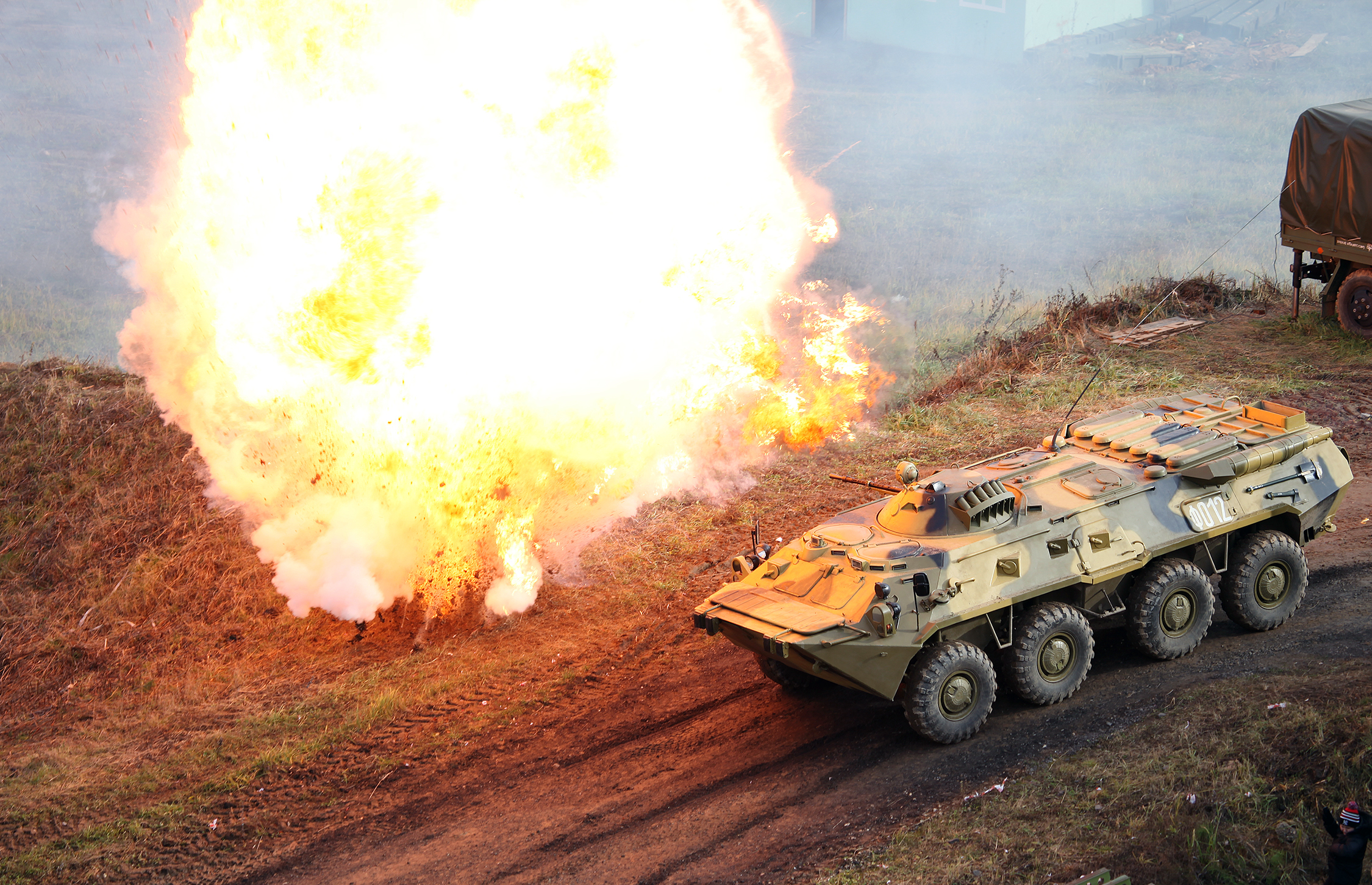
Пиротехнические эффекты на выставке «Интерполитех»
(2013 год)

Физика взрыва — раздел прикладной физики, который занимается изучением всего спектра физико-химических явлений, связанных с взрывами и с механизмами их воздействия на окружающую среду.
Физика взрыва работает над созданием теоретического фундамента для инженерных методов расчёта количественных характеристик подрывных зарядов, выбором способов эффективного управления поражающими эффектами взрывных явлений, а также для решения ряда других технологических вопросов. Их качественные различия могут проявляться в зависимости от сферы применения взрывных методов и ожидаемых от них результатов. Среди промышленно-технических областей, которые используют достижения физики взрыва прежде всего называют взрывные технологии в металлургии (сварка, штамповка, резка, упрочнение и другие операции с металлами) и горное дело (разрушение и направленное перемещение больших объёмов горных пород).
Появлению физики взрыва предшествовали многочисленные экспериментальные изыскания в области изучения воздействия взрывных превращений на горные породы. Например, одна из первых закономерностей для определения величины заряда взрывчатого вещества была представлена в виде формулы инженером А. Девилем в 1628 году.
Оформление физики взрыва в самостоятельную дисциплину произошло во второй половине XIX столетия под влиянием достижений таких учёных как Б. Риман, У. Ренкин, Г. Гюгонио, В. Михельсон, Д. Чепмен, Э. Жуге, в чьих трудах было представлено строгое математическое описание тех физических явлений, которые сопровождают взрыв и удар. Дальнейшее развитие физики взрыва во многом шло под влиянием потребностей военных ведомств и задач эффективного использования боеприпасов систем огнестрельного вооружения.